# テレンス・ジャッド
テレンス・ジャッド（Terence Judd、1957年 10月3日- 1979年）は20世紀イギリスのピアニスト。本格的な音楽活動に入ろうという矢先に夭折した。
1957年にロンドンでアメリカ人の両親の許に生まれる。とりわけロマン派音楽の擁護者として知られ、溢れんばかりの個性と明晰な表現を演奏に持ち込んだ。辣腕のヴィルトゥオーソとして超絶技巧を要する作品を得意としており、1978年度チャイコフスキー国際コンクールの本選で収録された、リストの性格的小品やバーバーとヒナステラのピアノ・ソナタ、チャイコフスキーやプロコフィエフのピアノ協奏曲の録音が、知られている。
1979年に謎の失踪を遂げた末、海辺で全裸の変死体となって発見された。自殺だったのではないかと疑われている。